# Beatrix Potter
Beatrix Potter (Londen, 28 juli 1866 – Sawrey, 22 december 1943) was een mycologe, natuurbeschermster, zelfstandig onderneemster, schrijfster en illustratrice van kinderboeken. Haar doorbraak als wereldberoemd auteur begon met de publicatie van Peter Rabbit en zijn familie (1902).

## Levensloop
Potter groeide op in een welgesteld gezin. Zoals gebruikelijk was voor welgestelde vrouwen in het victoriaanse tijdperk werd zij thuis onderwezen door gouvernantes. Hierdoor kwam ze weinig met andere kinderen in contact. In haar jeugd kwam Beatrix Potter veel in aanraking met dieren en met de natuur. Vooral in de zomer, als haar vader een landhuis huurde, eerst in Schotland en later in het Lake District. De vele kleine huisdieren in het gezin werden door haar geobserveerd en getekend.
Beatrix Potter heeft een aantal jaren schimmels bestudeerd. Haar onderzoek heeft pas sinds 2000 deugdelijk aandacht gekregen. Zij heeft onder andere een bijdrage geleverd aan de discussie over symbiose. Zij betoogde dat de symbiosetheorie van Simon Schwendener onvolledig was.
In 1905 vroeg Beatrix Potters redacteur, Norman Warne, de zoon van haar uitgever, haar ten huwelijk. Hij werd ziek, en stierf slechts een paar weken na het aanzoek. Dat jaar kocht Beatrix Potter Hill Top, een boerderij vlak bij Sawrey in het Lake District, van de royalty's van Peter Rabbit, geschreven in het ouderlijk huis in Londen, maar geïnspireerd door haar jaarlijkse vakanties in het Lake District. Ze was daar dikwijls, maar niet meer dan een aantal dagen per keer. Dan schetste ze het huis, de tuin, het landschap en dieren voor haar nieuwe boeken. Samen met het interieur van Hill Top vormt dit een herkenbaar decor voor onder andere Het verhaal van Poekie Poes (1907), Het verhaal van Ronald Rat (1908) en Het verhaal van Rosalina en Donna (1930). 
In 1909 kocht ze Castle Farm. Bij de aankoop werd ze bijgestaan door William Heelis, een plaatselijk advocaat. Ze verliet het ouderlijk huis toen zij in 1913 trouwden, zij was toen 47, hij 42 jaar, en gingen definitief  in Sawrey wonen. Sindsdien wijdde Potter zich hoofdzakelijk aan het boerenbedrijf. Zij specialiseerde zich in het fokken van Herdwick schapen, een oeroud ras dat alleen in het Lake District voorkomt. Ze zette zich in om 'haar' Lake District uit handen te houden van projectontwikkelaars. Ze kocht grote stukken oever van Lake Windermere, landerijen, boerenhoven en cottages. Ze stond bekend als "the excentric landlady".  Potter heeft veel betekend voor het natuurbehoud en de landbouw in Lake District, alsmede door het beschrijven van het leven van dieren in de natuur.
Toen Beatrix Potter in 1943 stierf was ze dankzij haar boeken en handel een rijke vrouw.  Ze liet Castle Cottage na aan de National Trust, samen met meer dan 1600 hectare natuur, 14 landerijen en kuddes Herdwick schapen. Dit is een van de grootste donaties aller tijden aan de National Trust. De Trust zette haar werk ten behoeve van natuurbehoud voort en is eigenaar van 91 landerijen in die streek, met in sommige daarvan nog de traditionele kuddes Herdwick schapen.

## Artistieke en literaire carrière
Potters artistieke en literaire interesses zijn sterk beïnvloed door sprookjes, elfjes en fantasy. Zij theoretiseerde over klassieke West-Europese sprookjes, net als over verhalen uit het Oude Testament en De hut van Oom Tom van Harriet Beecher Stowe. Ze groeide op met onder andere de Fabels van Aesopus, de sprookjes van Gebroeders Grimm en Hans Christian Andersen, Schotse volksverhalen en mythologie, werken uit de Duitse Romantiek en van William Shakespeare: ze leerde graag zijn toneelstukken uit het hoofd. Zij genoot ook van Alice in Wonderland door Lewis Carroll, naar eigen zeggen vooral vanwege de tekeningen van John Tenniel. Sinds haar vroege jeugd bestudeerde Potter boekillustraties en ontwikkelde haar eigen smaak: de illustrators die zij bewonderde zouden een blijvende invloed op haar hebben. Toen Potter met overtuiging begon te illustreren koos ze eerst traditionele verhalen als De gelaarsde kat, Assepoester, Roodkapje en Ali Baba en de veertig rovers. De meeste van haar illustraties kwamen echter voort uit haar eigen fantasie, waarin haar huisdieren, muizen, konijnen, kittens en cavia's, een belangrijke rol speelden.
Potters professionele carrière als schrijfster en tekenares van kinderverhalen begon in 1890. Zij en haar broer Bertram wilden geld verdienen met de verkoop van hun eigen kerstkaarten. Beatrix Potters kenmerkende, eigen stijl was opvallend. Vanaf diezelfde tijd begonnen verschillende tijdschriften, uitgevers en bedrijven haar illustraties te kopen. Door dit succes werd Potter vastbesloten om haar verhalen en tekeningen zelf te publiceren.

### Het ontstaan van Pieter Konijn
Potter schreef brieven naar de kinderen van een van haar gouvernantes, Annie Carter Moore. Toen zij op een dag niets meer wist om te schrijven, verzon ze een verhaal over vier konijntjes, Flopsie, Mopsie, Wipstaart en Pieter. Deze brief is een van de beroemdste literaire brieven van de wereld geworden. De publicatie van het navolgende kinderboek The Tale of Peter Rabbit, in 1901 uitgegeven door Frederick Warne & Co, was direct een succes. Potter gaf het boek, en de meeste in de erop volgende Beatrix Potter-kinderboekenreeks, uit in klein formaat, zodat een kind het zelf kon vasthouden. The World of Peter Rabbit - The Complete Collection of Original Tales bestaat uit 23 boekjes.
| Nr | uitgegeven | titel                                 |                                           |
| -- | ---------- | ------------------------------------- | ----------------------------------------- |
| 1  | 1902       | The Tale of Peter Rabbit              | De wereld van Pieter Konijn               |
| 2  |            | The Tale of Squirrel Nutkin           |                                           |
| 3  | 1903       | The Tailor of Gloucester              | Het verhaal van de kleermaker van Kloster |
| 4  | 1904       | The Tale of Benjamin Bunny            |                                           |
| 5  |            | The Tale of Two Bad Mice              | Het verhaal van twee stoute muizen        |
| 6  | 1905       | The Tale of Mrs. Tiggy-Winkle         |                                           |
| 7  |            | The Tale of Mr. Jeremy Fisher         |                                           |
| 8  |            | The Tale of Tom Kitten                |                                           |
| 9  |            | The Tale of Jemima Puddle-Duck        |                                           |
| 10 |            | The Tale of the Flopsy Bunnies        | De Wollepluis-konijntjes                  |
| 11 |            | The Tale of Mrs. Tittlemouse          |                                           |
| 12 |            | The Tale of Timmy Tiptoes             |                                           |
| 13 |            | The Tale of Johnny Town-Mouse         |                                           |
| 14 |            | The Tale of Mr. Tod                   |                                           |
| 15 |            | The Tale of Pigling Bland             |                                           |
| 16 |            | The Tale of Samuel Whiskers           |                                           |
| 17 |            | The Tale of The Pie and the Patty-Pan |                                           |
| 18 |            | The Tale of Ginger and Pickles        |                                           |
| 19 |            | The Tale of Little Pig Robinson       |                                           |
| 20 |            | The Story of a Fierce Bad Rabbit      |                                           |
| 21 |            | The Story of Miss Moppet              |                                           |
| 22 |            | Appley Dapply's Nursery Rhymes        |                                           |
| 23 |            | Cecily Parsley's Nursery Rhymes       |                                           |
|    | 2016       | The Tale of Kitty-in Boots            |                                           |

#### Ondernemerschap
Beatrix Potter verzekerde zichzelf en haar uitgever Frederick Warne dankzij haar zakeninstinct van een immens inkomen. Reeds in 1903 patenteerde zij een pop van Peter Rabbit, welke zij zelf ontworpen had. Dit markeerde de start van de verkoop van een reeks handelswaar waaronder tekenboeken, bordspelletjes, behangpapier, beeldjes, babydekentjes en porseleinen theeserviezen. De allereerste vertaling van haar werk was die in het Nederlands, reeds in 1912 verschenen bij de Rotterdamse uitgeverij Nijgh & Van Ditmar, onder de titel Het Verhaal van Pieter Langoor.

## Thematiek

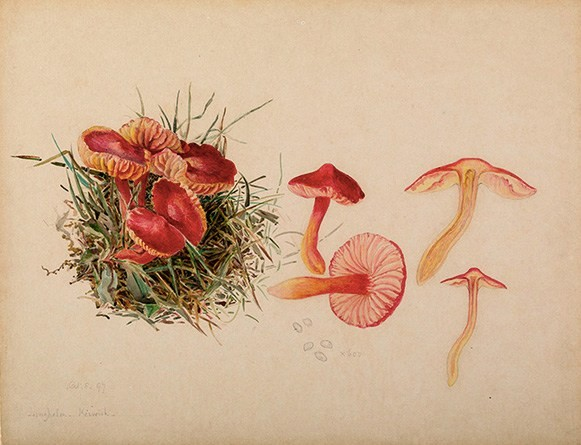
Beatrix Potter: mycologische illustratie van het voortplantingssysteem van de schimmel Hygrocybe coccinea

Er bestaan vele verschillende interpretaties van Potters literaire werk, de oorsprong van haar kunst, haar leven en haar relatie tot de tijdgeest. Deze interpretaties bevatten literair kritische evaluaties van haar kinderboeken. Judy Taylor, That Naughty Rabbit: Beatrix Potter and Peter Rabbit (herzien: 2002) beschrijft de eerste publicaties en vele edities.
Potters werk en leven op de landerijen en boerderijen wordt uitgebreid besproken door Susan Denyer en andere auteurs in de publicaties van een Engels tijdschrift van de goede doelenorganisatie The National Trust, met als doelstelling het behoud van "plaatsen van historisch belang of natuurlijke schoonheid" in Engeland, Wales en Noord-Ierland.
Potters werken als wetenschappelijk illustratrice en mycologe zijn terug te vinden in verscheidene hoofdstukken uit Linda Lears Beatrix Potter: A Life in Nature, 2007; Beatrix Potter: The Extraordinary Life of a Victorian Genius. 2008, UK.

## Nalatenschap
De boerderij en het landelijke gebied eromheen hebben altijd een belangrijke rol gespeeld in Potters verhalen. Vele van haar illustraties laten plekken aan het Lake District zien die onveranderd zijn gebleven. Potter schonk een aantal van haar mycologische en andere wetenschappelijke tekeningen aan het Armitt Museum. Deze worden tot op de dag van vandaag gebruikt om soorten te determineren. Dankzij haar boerenbedrijven, een erfenis van haar ouders en de royalty's van haar boeken kon ze stukken land aankopen en schonk deze aan de overheid als beschermd natuurgebied: die landerijen maken nu deel uit van Nationaal park Lake District. 
Hill Top, Potters woonhuis in Sawrey, is een toeristische bezienswaardigheid: men kan hier onder andere haar gebruiksvoorwerpen en vroege merchandise bekijken, en de delen van het huis en de tuin zien die ze natekende voor haar boeken.

## Verfilming
Het levensverhaal van Beatrix Potter werd verfilmd door Chris Noonan in de film Miss Potter uit 2006. De hoofdrollen werden vertolkt door Renée Zellweger en de Schotse acteur Ewan McGregor.

## Trivia
- Beatrix Potters achtergrond als natuurwetenschapper is onder andere zichtbaar door het personage Benjamin Wollepluis, dat verdacht veel op een paddenstoel lijkt.
- Potters boeken worden nog steeds over de hele wereld verkocht, in vele talen. Haar verhalen worden daarnaast naverteld in muziek, film, ballet en animatie.
- In 2015 werd in het archief van het Londense Victoria en Albert museum een ongepubliceerd manuscript van Potter ontdekt door Jo Hanks.[28] Het boek, The Tale of Kitty-in-Boots, werd op 1 september 2016 gepubliceerd in verband met de 150e geboortedag van Beatrix Potter.[29] Het boek is geïllustreerd door Quentin Blake.
- Een attractie gewijd aan het werk van Beatrix Potter is te vinden in Bowness-on-Windermere.